# Oued Koriche
Oued Koriche è un comune dell'Algeria, situato nella provincia di Algeri.